# マントゥア (アラバマ州)
マントゥア (Mantua) は、アメリカ合衆国アラバマ州グリーン郡にある、未編入地域のコミュニティ。

## 歴史
マントゥアは、イタリアの都市マントヴァに由来するもののようである。1800年代はじめに、サウスカロライナ州スパータンバーグから、入植者たちがこの地域にやってきた。当初、マントゥアはピケンズ郡に属していたが、住民の請願に基づいて1860年代にグリーン郡に所属替えとなった。1880年から1989年まで、マントゥア郵便局が業務を行なっていた。